# ماریون مارتین
ماریون مارتین (انگلیسی: Marion Martin؛ ۷ ژوئن ۱۹۰۹ – ۱۳ اوت ۱۹۸۵) هنرپیشه سینما و تئاتر اهل ایالات متحده آمریکا بود. از فیلم‌هایی که وی در آن نقش داشته است، می‌توان به منشی همه‌کاره او اشاره کرد.